# Mexikói tölcsérfülű denevér
A mexikói tölcsérfülű-denevér (Natalus stramineus) a kis denevérek (Microchiroptera) rendjébe és a tölcsérfülű denevérek (Natalidae) családjába tartozó faj.

## Ultrahangrendszer
A tölcsérfülű denevérek ultrahangrendszere nagyon kifinomult, akárcsak a többi denevéré. A tölcsérfülű denevérek tölcséres szerkezetű fülkagylója jobban felfogja az általuk kiadott ultrahangokat, amelyek visszaverődnek egy másik tárgyról, élőlényről. Mivel szemük kicsi, az ultrahangrendszerük a legfontosabb vadászati és tájékozódási szervük. Az agyuk hallásért felelős része nagy, idegszálakkal van összeköttetésben a fülkagylóval, ami a jobb hanghullámvezetést biztosítja az agyba. Ezenkívül a szaglásuk is elég fejlett.

## Megjelenése
Bundájuk sárgásbarna és vörösesbarna színezetű, a fülkagylójuk hátsó fele feketés árnyalatú, ilyen színű a szárnyhártyájuk és a lábai közötti hártya is, valamint van egy feketés folt a szája körül, a szája pedig rózsaszín színű. Szeme kicsi és fekete. Fülkagylója nagy és tölcsér alakú. Orrlyukai kicsik, szaglása jó. A szárnyhártyáját kifeszítő hüvelykujjak kampósak, amit kapaszkodásra használ, ezek vöröses színűek és feltehetően az ujjak végén lévő, minden emlősnél jelen lévő körömből alakult ki. A lábán lévő karmok szintén a kapaszkodást szolgálják. Testhossza 4-4,5 centiméter, szárnyfesztávolságuk 7-8 centiméter.

## Életmódja, tápláléka és elterjedése
Társas, barlangokban akár több ezer állat is összegyűlhet. Röpte leginkább a pillangóéra emlékeztet. Ragadozó, rovarokra vadászik az éjszakában, nappal barlangokban vagy faodvakban pihen. Elterjedése Dél-Amerika északi részétől egészen Észak-Amerika déli részéig terjed. Olyan erdőkben él, ahol barlangok is vannak.

## Alfajai
- Natalus stramineus espiritosantensis
- Natalus stramineus mexicanus
- Natalus stramineus natalensis
- Natalus stramineus saturatus
- Natalus stramineus stramineus
- Natalus stramineus tronchonii

## Szaporodása
Barlangokban szaporodnak, ahol a nőstények 45-60 nap vemhességet követően egy utódot szülnek. A kölykök körülbelül 2 hónapos korukig a barlangban élnek, ezután anyjuk hasán csimpaszkodva mindenhova elkísérik. 6 hónapos korukban választják el az anyák a kölykeiket maguktól. Ameddig a barlangban élnek, a kölykök ki vannak téve a kígyók és a paraziták fenyegetésének. Ilyenkor akár több száz kölyök is mászik egymáson, itt anyjuk hangjuk és szaguk alapján talál rá kölykeire.